# 13,5 cm K 09
Il 13,5 cm Kanone M. 09, abbreviato in K 09, era un cannone campale pesante in calibro 135 mm impiegato dall'Esercito tedesco ed entrato in servizio nel 1909.

## Storia
Il cannone fu prodotto dalla Krupp di Essen ed acquisito dall'Esercito tedesco come complemento del cannone da 10 cm K 04. Solo cinque pezzi erano in servizio allo scoppio della Grande Guerra. Fu ritirato dal servizio già nel 1915 poiché la munizione era considerata troppo leggera, ma fu reimmesso in servizio verso la fine della guerra, quando il blocco alleato iniziò ad avere effetto sulla produzione tedesca di munizioni.
Uno di questi cannoni fu catturato dalla Divisione neozelandese durante la Battaglia del Canale del Nord, il 29 settembre 1918. Alla fine della guerra questo cannone, in numero 4, venne inviato in Nuova Zelanda come trofeo di guerra e nel 1920 fu donato alla città di Wellington, in onore ai due battaglioni del Duke of Wellington's Regiment che avevano partecipato all'attacco alla Linea Hindenburg. Attualmente il cannone, l'unico ancora esistente, è esposto nel Wellington Botanic Garden.